# イーグル (自動車)
イーグル（Eagle ）は、1988年から1999年までアメリカの自動車製造大手のクライスラー（現:フィアット・クライスラー・オートモービルズ、以下クライスラー社）が北米で展開した自動車ブランド。「イーグル」は1980年から1987年までAMCが販売した「AMC・イーグル」に由来する。クライスラー社内ではジープ/イーグル部門として活動し、販売は以前はAMCディーラーであった販売店を通してジープと共に販売された。

## 概要

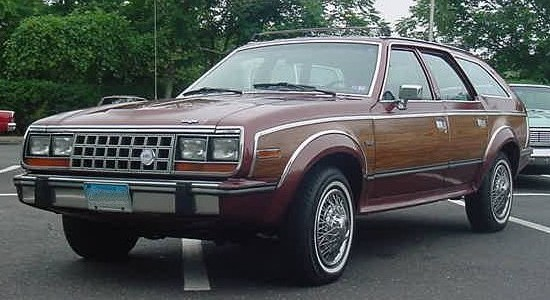
イーグルブランドの由来となった、1980年発売のAMC・イーグル。悪路を走行できる能力を乗用車に与えた初期のクロスオーバーSUVのひとつ。

クライスラー社が1987年にAMCを買収した際、AMC乗用車部門を「イーグル」ブランドとして継続。プリムスやダッジなど他のクライスラー社ブランドとは異なり、車体にはクライスラーの『ペンタスター』ロゴはなく、イーグルのブランドバッジのみがつけられた。
最初の2モデルはAMC時代に資本関係で主要株主となっていたルノーのモデルであり、その後はクライスラー社の姉妹車戦略、つまりバッジエンジニアリングによるブランド戦略により、イーグル・ビジョンを除く全車がクライスラー内の他ブランド、あるいは三菱自動車工業からのOEMで供給された。
イーグルブランドとしてはビジョン、タロンがあったが、ジープ/イーグル部門での主な収益源はジープの各モデルによるものだった。旧AMCディーラーはジープが最も利益の高い商品と認識しており、販売とサービスにおいて、ジープとその他の四駆モデルへ注力した経営戦略をとっていたことも大きかった。そのため、当初よりイーグルブランドの乗用車販売は軽視されていた。その上、一店舗のみのディーラーはクライスラー系列のディーラー網への取り込みが行われるようになる。
1980年代中頃、チェロキーからブームに火がついた人気車種のSUVが手に入るとあってクライスラー系列のディーラーは喜んだが、イーグルのラインナップしている乗用車は、同じクライスラー傘下のダッジ・ディーラーで販売している車種と多くのクラスで競合しており、ブランドによる差別化ができなくなることへの懸念も生じていた。この結果、クライスラー社は多様なブランド展開よりも少数モデルによるマーケティングへと移行することを選択。1996年より段階的にイーグルブランドのモデルを廃止し、1999年を最後に11年間の歴史に幕を閉じた。イーグルブランドの最終年において、提供されていたのはタロンのみであった。

## 車種一覧

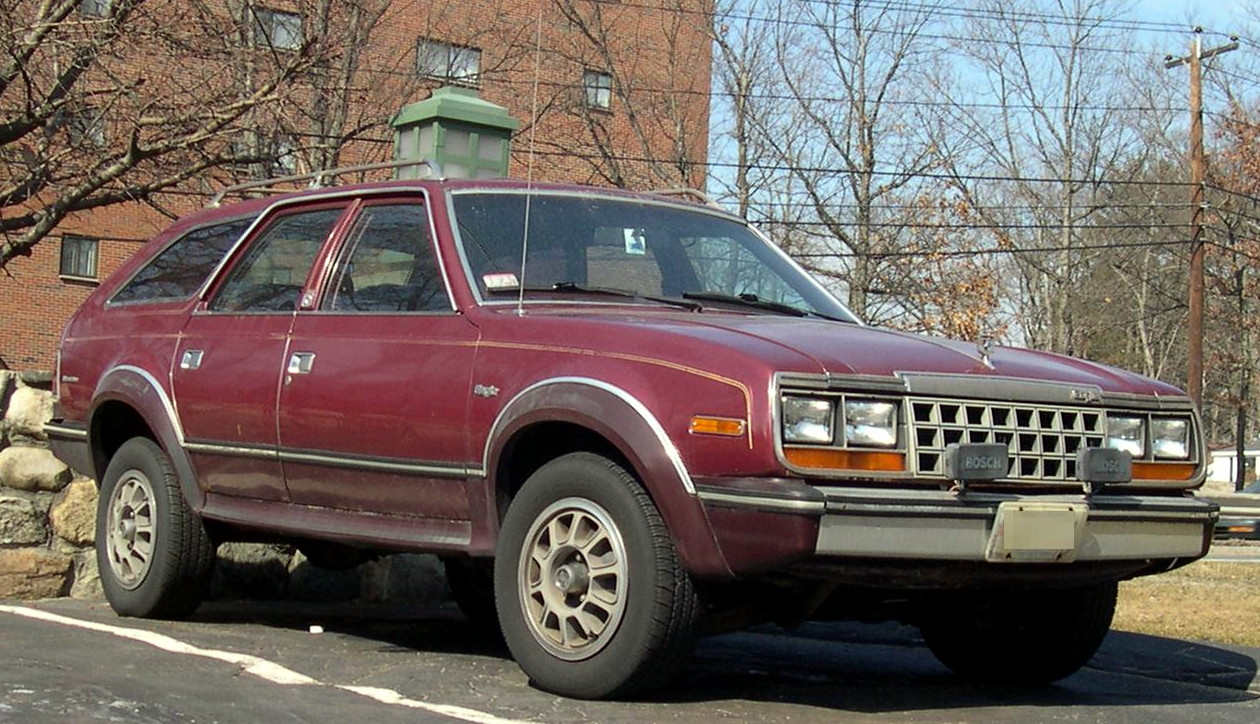
ワゴン

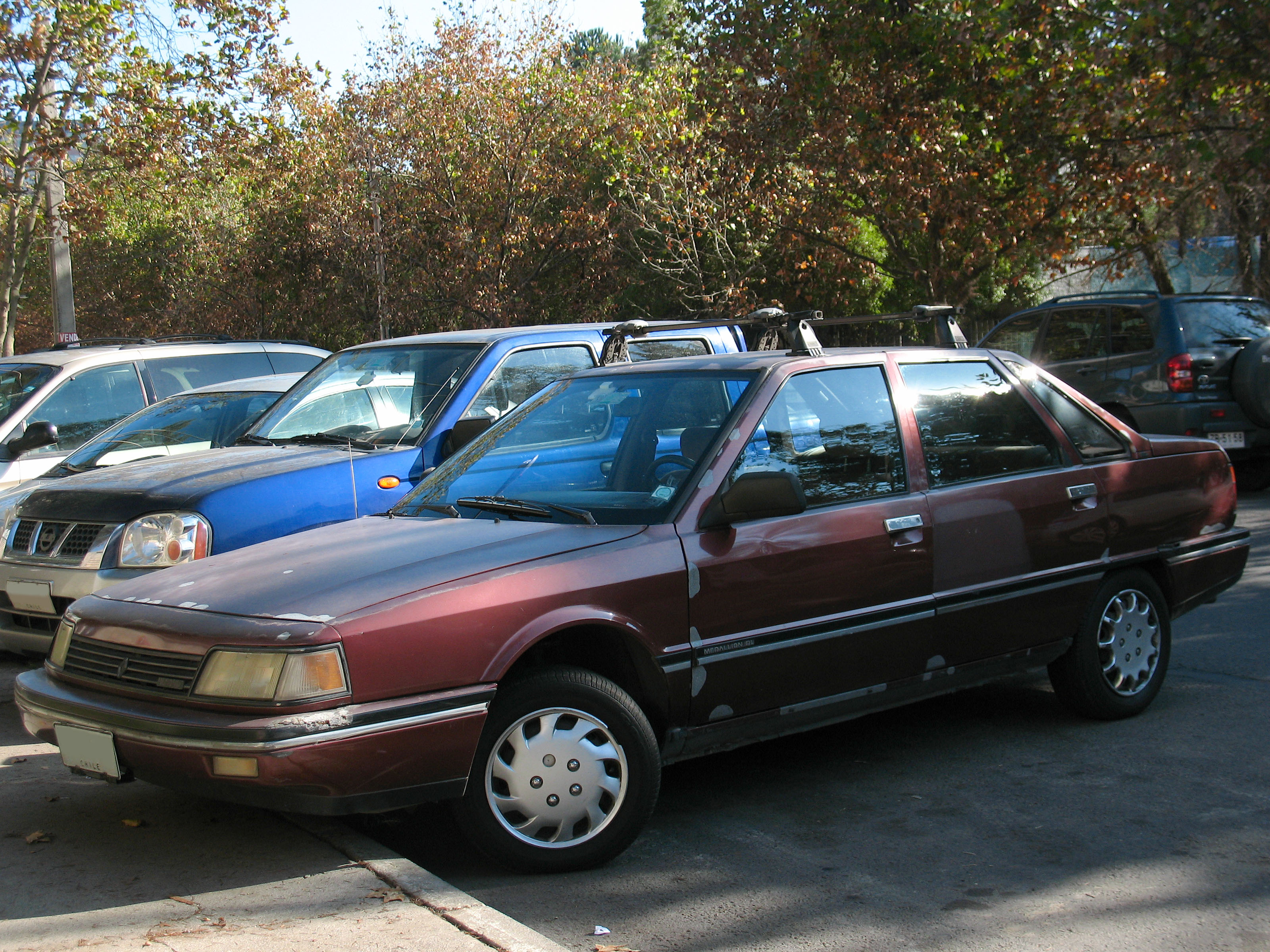
メダリオン

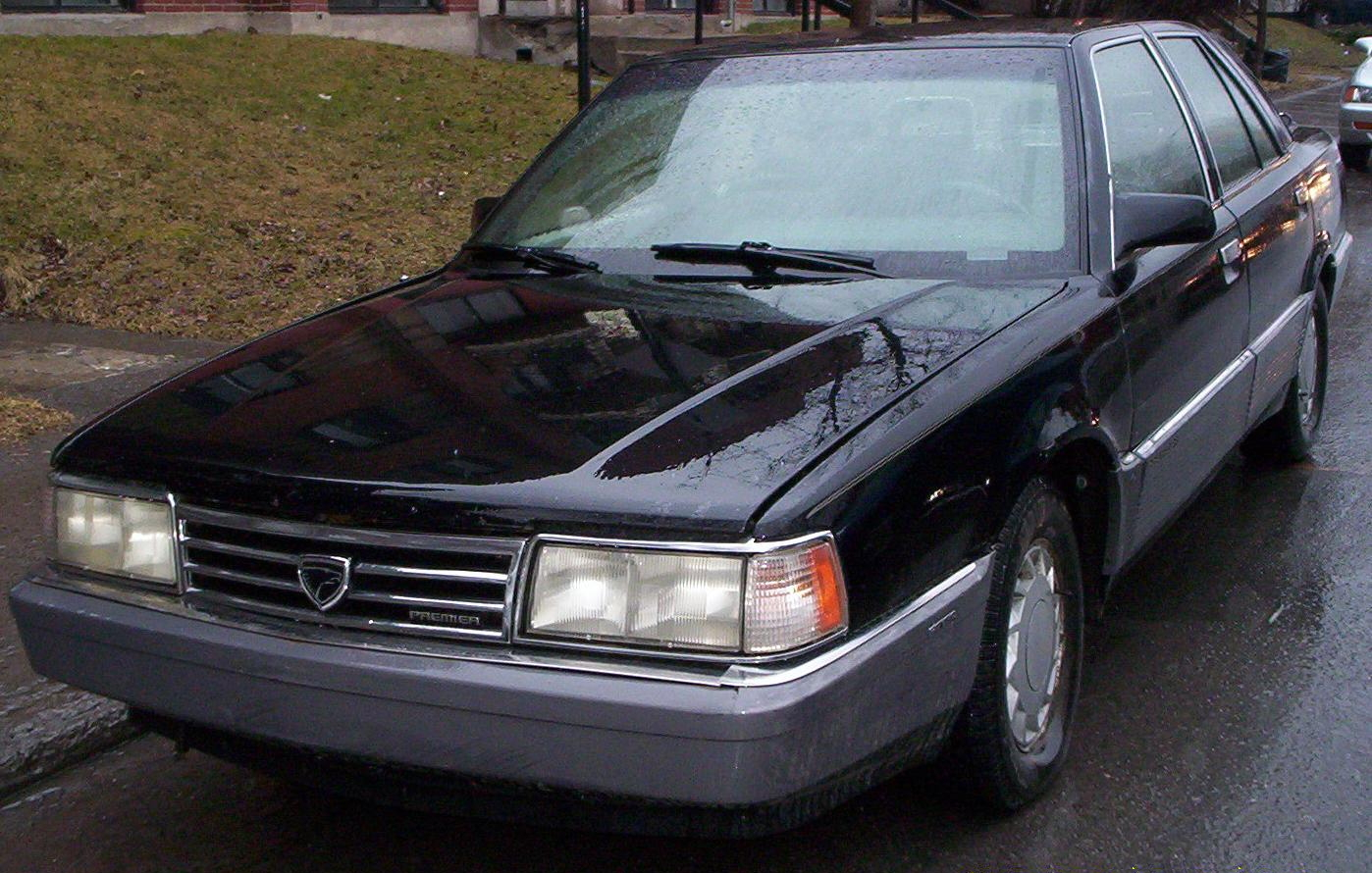
プレミア

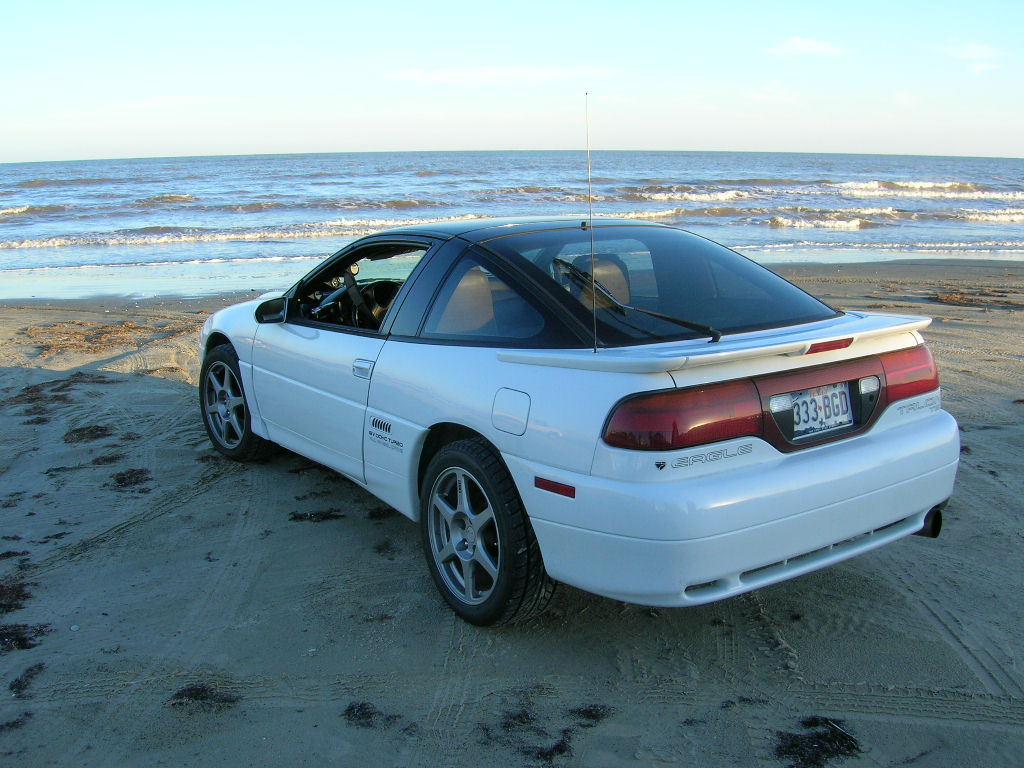
タロン

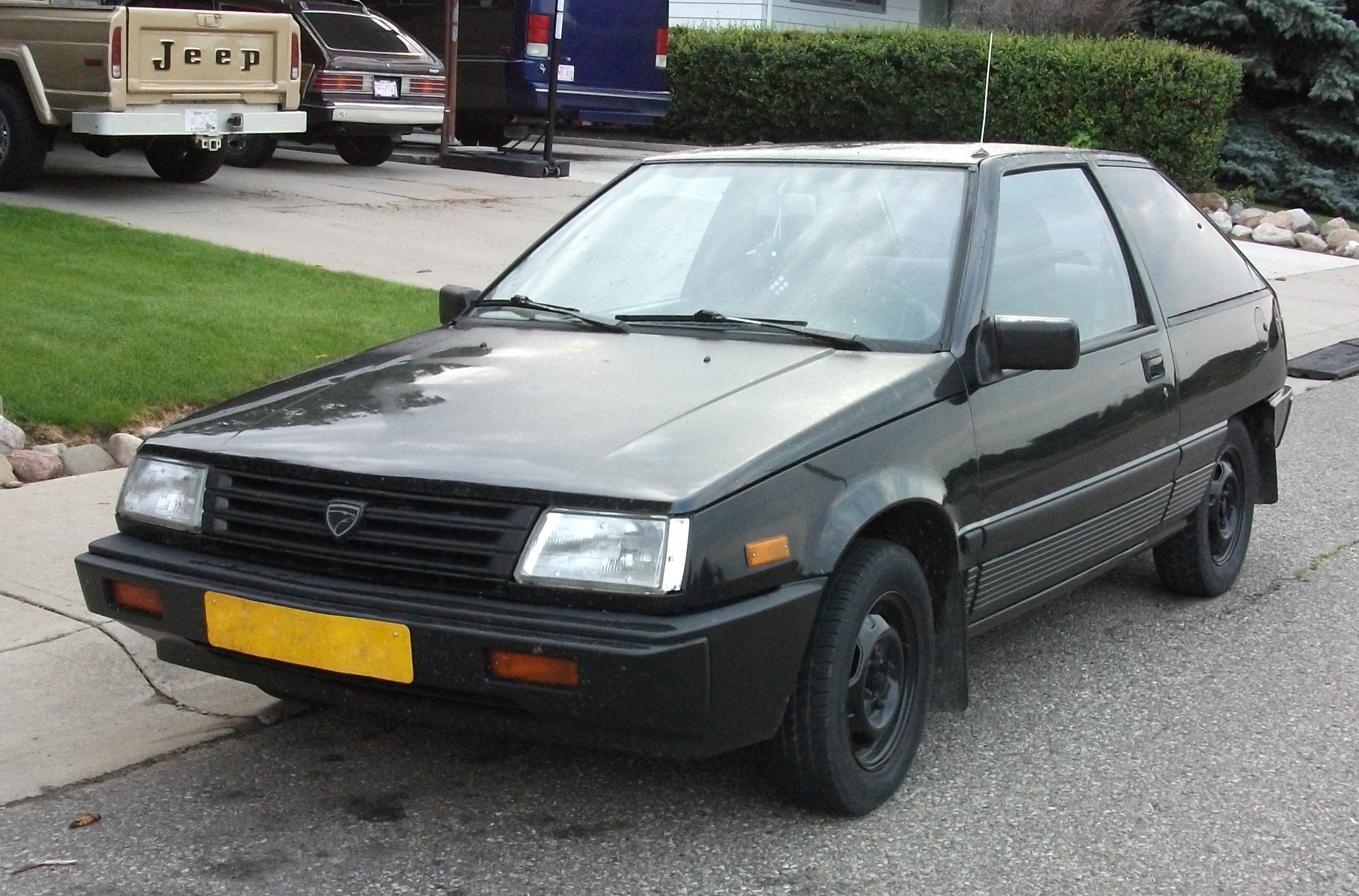
ビスタ

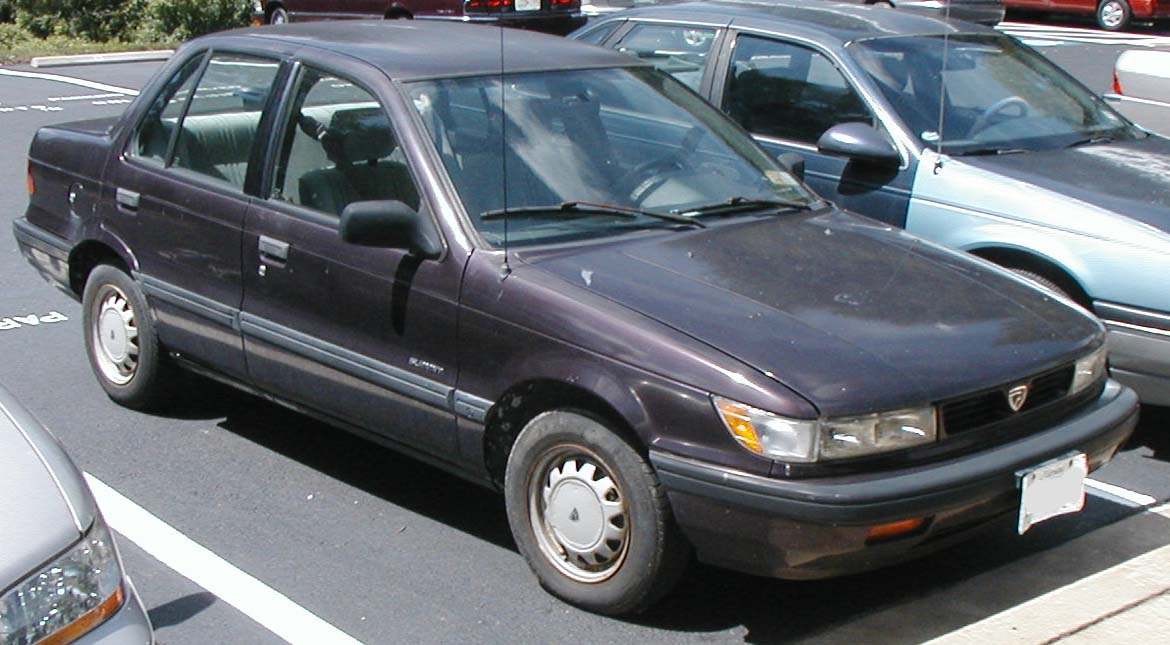
サミット

- イーグル・ワゴン（1987-1988）

イーグルの立ち上げ前(AMC買収後)販売していたAMC車。詳しくはAMC・イーグルを参照。
- イーグル・メダリオン（1988-1989）

ルノー・メダリオン（ルノー・21の北米モデル）のOEMモデル。4ドアコンパクトセダン及び4ドアステーションワゴンがラインナップされていた。
- イーグル・プレミア（1988-1992）

ルノー・25をベースにして作成されたモデル。ルノーのカナダ工場で生産されたプレミアがAMC時代から引き続いてイーグルブランドの主力車種として導入されることとなった。フルサイズ4ドアセダンでジウジアーロデザインである。LX、ESの2種類がラインナップされ、それぞれに直4 OHV（111PS）、ES用標準およびLX用オプションとしてV6 OHV（150PS）が搭載された。ダッジブランドでも「モナコ」として販売された。

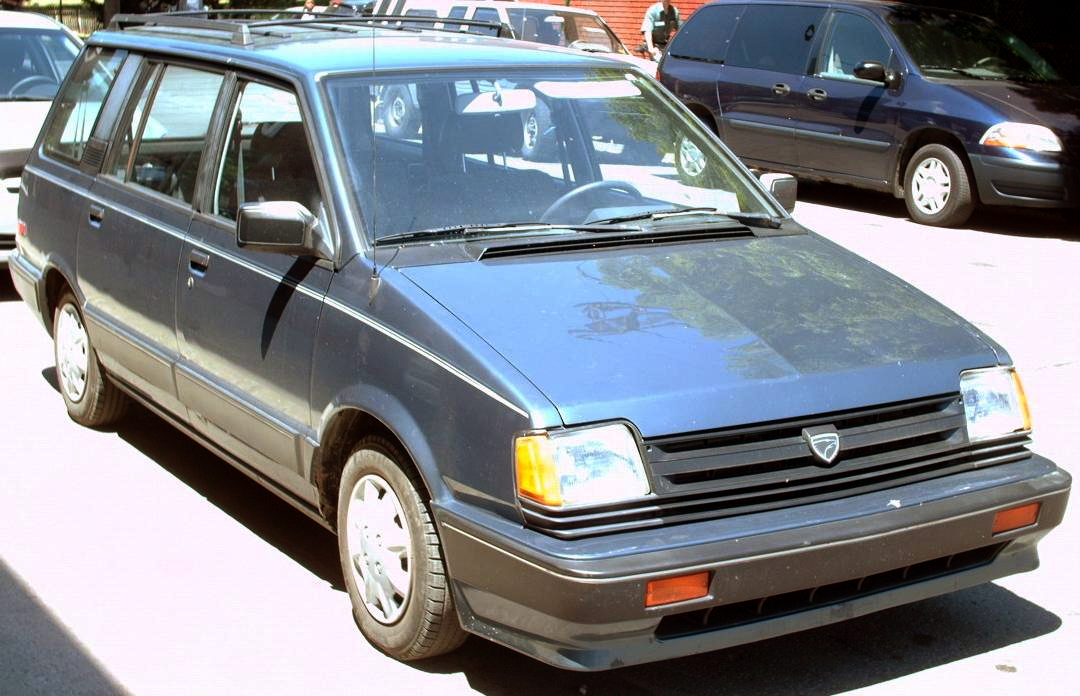
ビスタワゴン

- イーグル・ビスタワゴン(1989-1992)

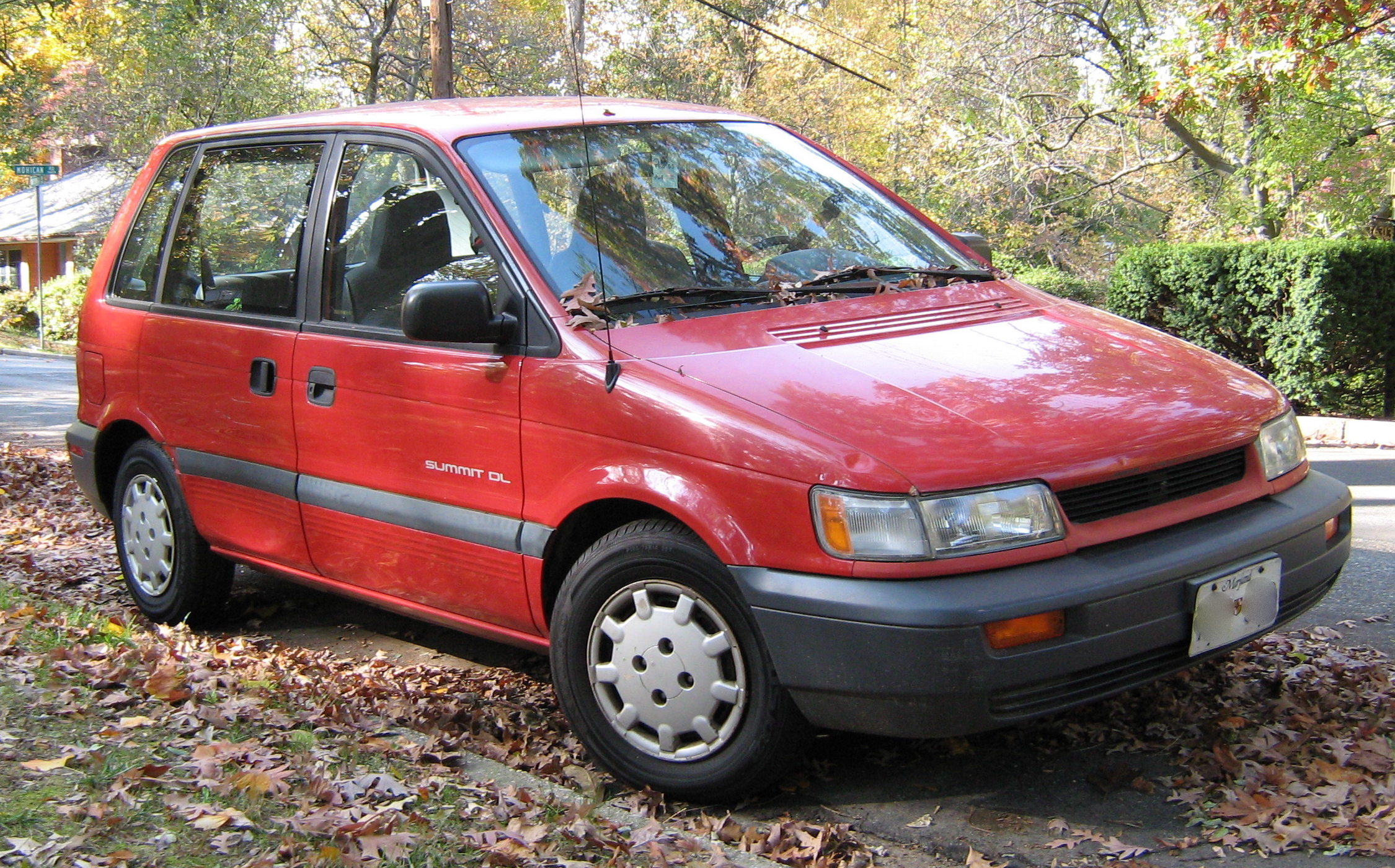
サミットワゴン

三菱・シャリオの供給を受け販売したミニバン。ダッジ・コルトビスタ、プリムス・コルトビスタは姉妹車。後継車はイーグル・サミットワゴン。
- イーグル・タロン（1989-1998）

三菱・エクリプスのOEMモデル。AWDコンパクトクーペ。販売不振だったイーグルブランドの数少ない例外で、初代に限れば本家であるエクリプスや同じくOEMモデルであるプリムス・レーザーよりも総販売台数が多かった。これは三菱自動車で販売していたエクリプスが日本車として輸入車扱いで税を掛けられていたのに対して、タロンは自国生産車として扱われ、エクリプスよりも販売価格が若干低かったことに起因する。しかし、現地での扱いは皮肉にも三菱製と完全に同一視されている（三菱・エクリプスのバッヂ違いモデルとの認識が強い）。
- イーグル・ビスタ（1989-1992）

三菱・ランサー（カナダではミラージュとして販売）のOEM。カナダ専売モデル。
- イーグル・サミット（1989-1996）

メダリオンの後継モデルとして発売。ダッジ・コルト（三菱・ミラージュ）のOEMモデルで4ドアコンパクトセダン、3ドアハッチバック及び2ドアクーペがラインナップされた。
1991年生まれ
- イーグル・サミットワゴン(1991-1996)

ビスタワゴンの後継であるが、三菱・RVRの姉妹車として販売された為にサイズは一回り小さくなっている。ダッジ・コルトワゴン、プリムス・コルトビスタは姉妹車。

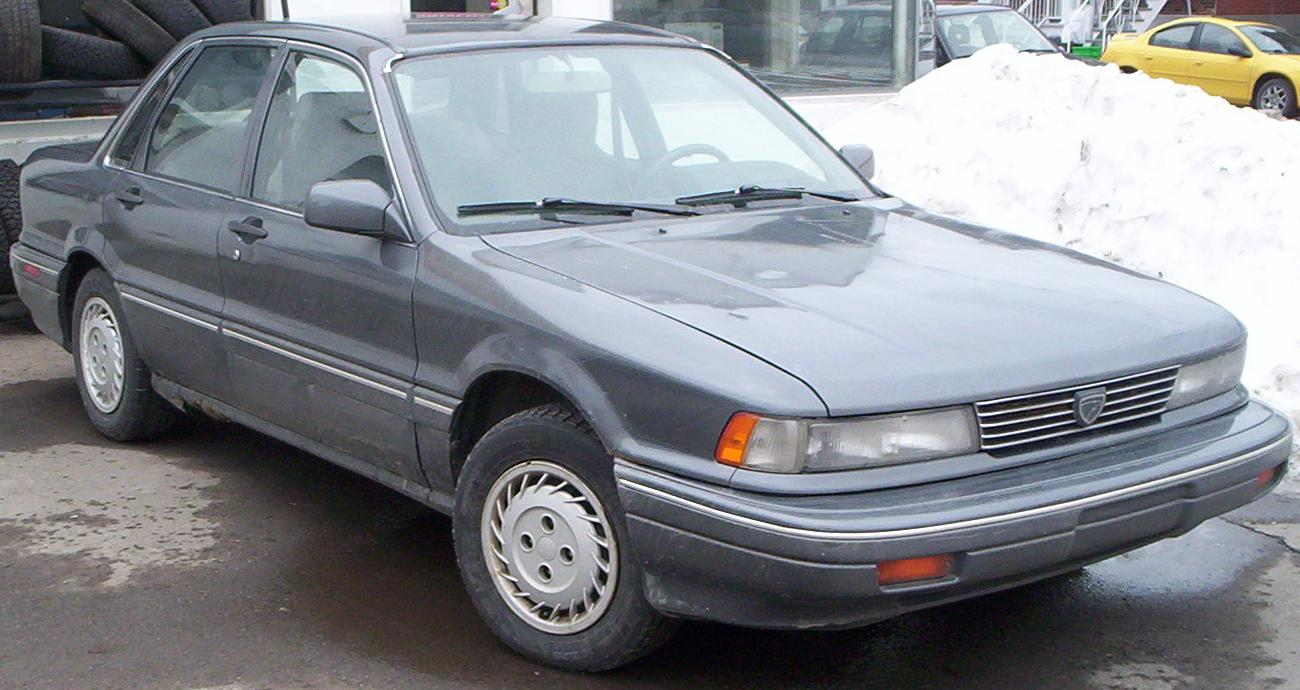
2000GTX

- イーグル・2000GTX（1991-1993）

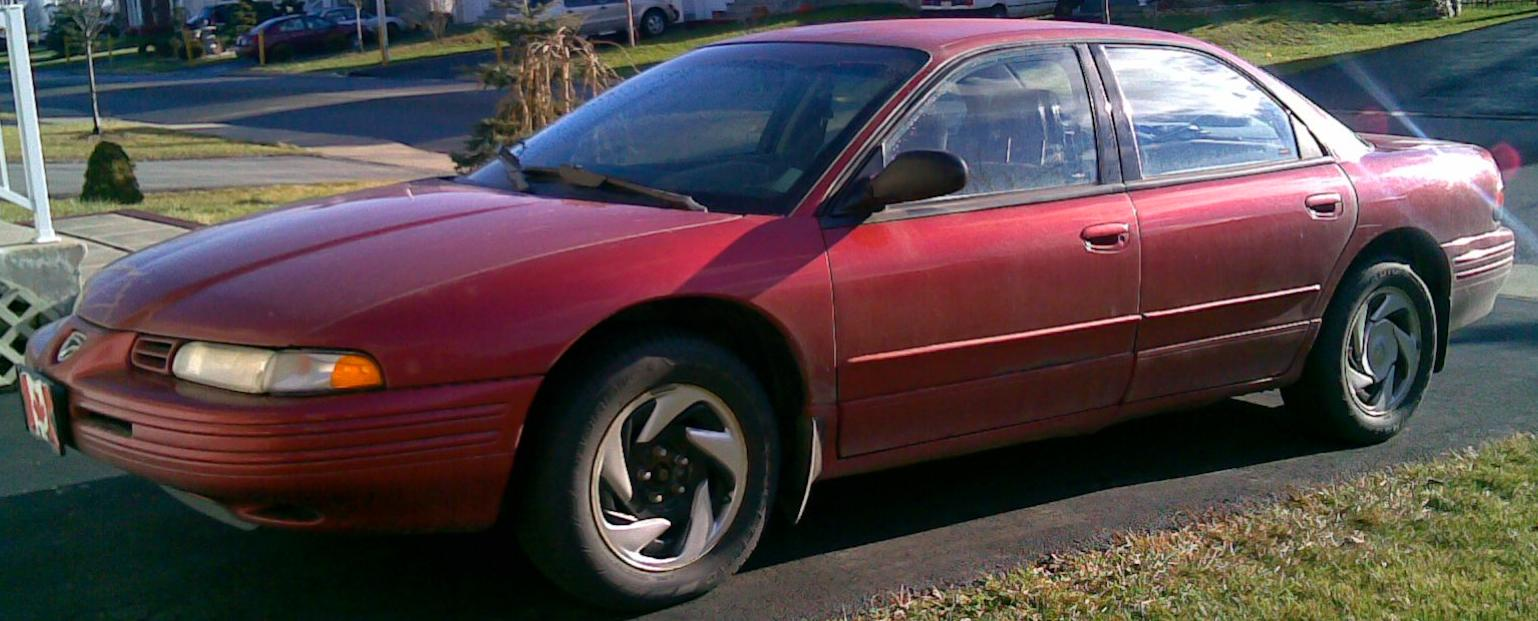
ビジョン

三菱・ギャランのOEMモデル。カナダ専売。
1993年生まれ
- イーグル・ビジョン（1993-1997）

クライスラーの共通プラットフォーム（LHプラットフォーム）を用いて作成された唯一のイーグルオリジナルモデル。フルサイズ4ドアセダンで他のモデルに比べ豪華志向になっていた。イーグルにおいては販売は好調で、欧州、アジアの一部地域にも輸出され、クライスラー・ビジョンの名で販売された。1998年にイーグルが終了した為にモデルチェンジ時にはクライスラー・300Mとなった。

## コンセプトカー
- オプティマ（OPTIMA）（1990）

1990年にシカゴオートショーで発表されたコンセプトカー。4ドアセダンで、デザインにキャブ･フォワードを採用したモデルだが、その形状はより流線的でクーペに近い形状となっている。ボディはクライスラー・コンコードより1インチ短かった。
- ビジョン・アエリー（VISION AERIE）（1994）

1994年にミネソタオートショーで発表されたコンセプトカー。ビジョンの発展型。エンジンを改良し275hpまで出力を引き上げ、空力を向上させるために外装などが見直されている。
- ジャズ（JAZZ）（1995）

1995年の自動車展覧会「NAIAS95」で発表されたコンセプトカー。キャブフォワード・コンセプトの未来を提示するという意図で企画された。コンポーネントから「タロン」の5ドアハッチバック版ともいえるモデルで、ハッチの中にハッチを備えるという独特の形状をしていた。